# Barnimie
Barnimie [barˈnimjɛ] (tiếng Đức: Fürstenau) là một làng thuộc gmina Drawno, huyện Choszczno, Zachodniopomorskie, phía tây bắc Ba Lan. Barnimie cách Drawno khoảng 7 kilômét (4 mi) về phía đông nam, cách Choszczno 27 km (17 mi) về phía đông và cách thủ phủ của Zachodniopomorskie là Szczecin 86 km (53 mi) về phía đông.
Làng có dân số 310 người.